# 年忘れ青春アドベンチャー
年忘れ青春アドベンチャー (としわすれせいしゅんアドベンチャー) は、NHK-FMで放送されているラジオドラマ番組『青春アドベンチャー』（毎週月曜〜金曜 22:45-23:00）の年末特番で、「今年1年間を『おもしろ』『おかしく』振り返る」ラジオドラマ。作者は藤井青銅。

## 概要
NHK-FMの定時ラジオドラマ『青春アドベンチャー』の恒例シリーズ。1991年12月16日〜20日に放送されたサウンド夢工房『考古学的考察による1991年』を引き継ぐ形で、1993年から2009年まで放送。12月中旬（第3週）の月曜から金曜の5日間（15分x5回）に放送された。12月最終週（第4週）の当番組時間帯には特別番組「バイロイト音楽祭」が放送された。ただし2006年は『特集オーディオドラマ』枠（1時間の一回完結）で放送された。

## 内容
物語は、銀河連邦と呼ばれる架空の星から、監視員（使者）として派遣された前年（＝放送時は今年）の干支（役）が、翌年派遣・配置される干支（役）に、今年あった出来事をレクチャーしていく、という形式を採る。レクチャー後、翌年の干支は銀河連邦宛に報告書を提出する。「この“秘密の監視業務”がそれとなく地球人に伝わってしまったのが、そもそも干支の始まりである。」という基本設定がある。
出演者は「放送当年の年男または年女」と「放送翌年の年男または年女」の男女各1名ずつと決まっており、前の年の主人公が『足かけ2年、なか1年』のリレー方式で出演する形となっている。ただし、2007年放送「俵のねずみがマウスでチュー！」では、別府あゆみが2年出演せず菊地美香がイノシシ役を務めていた。

## 出演者
- 1991年 『考古学的考察による1991年』(別シリーズ)
- 1992年 『特集“アドベンチャー的5大ニュース”』(別シリーズ)　風見しんご
- 1993年 『我輩は犬である』
- 1994年 『イノシシが来た』 阿藤海、伊藤留奈
- 1995年 『ねずみのチュー告』 伊藤留奈、今村ねずみ
- 1996年 『モ〜！いいかげんにして!!』 今村ねずみ、小川範子
- 1997年 『タイガーにしなさい！』 小川範子、筧利夫
- 1998年 『『卯』の音も出ない!』 筧利夫、渋谷琴乃
- 1999年 『辰のお年頃』 渋谷琴乃、温水洋一、大友龍三郎、江原征士、立木文彦
- 2000年 『2001年巳年の旅』 温水洋一、飯塚雅弓[1]
- 2001年 『ひょうたんから‘午’』 飯塚雅弓、東地宏樹
- 2002年 『迷えるお未年』 東地宏樹、川村ひかる [2]
- 2003年 『申モノにござる』 川村ひかる、福田天球、林和義 [3]
- 2004年 『今夜はバードいこう!』 福田天球、原史奈、祖父江進 [4]
- 2005年 『来年こそはワン!だふる』[5][6] 原史奈、佐藤正広、てるやひろし [7]
- 2006年 『イノシシ ボンバイエ!』 佐藤正広、別府あゆみ [8]
- 2007年 『俵のねずみがマウスでチュー！』[9][10] 菊地美香、松尾貴史、成田紗矢香、ミョンジュ [11]
- 2008年 『モー、ギュゥー！として』[12][13] 松尾貴史、加藤夏希、江良潤、小原雅人 [14]
- 2009年 『燃えよ虎の子』[15][16] 加藤夏希、ふかわりょう、沼田爆、辻修、鬼頭真哉 [17]

## 基本タイムテーブル
- 22:45〜 オープニングコント(格言など)
  - 46〜 コントI
  - 50頃〜 出演者フリートーク
  - 51頃〜 コントII
  - 55頃〜 コントIII
  - 57〜 エンディング(出演者・スタッフ紹介)
- 59頃〜 前回(12年前に)ヒットした曲

## レクチャーするカテゴリ（ジャンル）
政治経済
今年1年間の政治と経済状況を伝える。政治家の手腕、キャラクター・それらを皮肉ったもの、それらによって動く経済の動向や国民・一部の政治家などを描く。
スポーツ
今年1年間で話題となったスポーツ、注目を浴びたスポーツ選手などを皮肉りつつ伝える。また、それによって動く政治家や市民などを描く。
社会的な出来事
今年1年間の社会的な出来事を伝える。政治や経済などの政策による影響を市民・国民レベルで皮肉りつつ描く。
文化的な出来事
今年1年間の文化的な出来事を伝える。話題となった映画作品をはじめ、出版などを皮肉りつつ描く。
芸能
今年1年間で話題となった「芸能」を伝える。若手芸人のネタをはじめ、注目されたテレビ番組などをレクチャーしていく。

## その他
- 2001〜2002年放送分には12年前にヒットした曲紹介はなされていない。
- 2001年放送分には複数の脚本家が存在し、「藤井青銅」以外も脚本を担当していた。
- 2006年の放送は、青春アドベンチャー枠でなく特集オーディオドラマ枠で放送された。
- 2007年の放送は、別府あゆみではなく、菊地美香となった。この件について、番組では緊急時等のため1年につき2人用意していると説明し、別府についての説明はなかった。
- 2008年の放送では、番組16年の歴史で初めて「前年行ったコントの続き」が行われた（「政治経済」の『首相相撲コント』）。これは2人の歴代総理が立て続けに辞任した事によるもの。

## 青春アドベンチャー恒例番組
- タイムスリップシリーズ